# Gnophos brunnea
Gnophos brunnea là một loài bướm đêm trong họ Geometridae.